# Parempuyre
Parempuyre est une commune du Sud-Ouest de la France, située dans le département de la Gironde, en région Nouvelle-Aquitaine.

## Géographie

Parempuyre au sein de la Bordeaux Métropole.

### Localisation
Commune de l'aire d'attraction de Bordeaux située dans son unité urbaine en Haut-Médoc. C'est la commune la plus au nord de Bordeaux Métropole, sur la rive gauche de la Garonne.

### Communes limitrophes
Les communes limitrophes sont  Blanquefort, Le Pian-Médoc, Ludon-Médoc et Saint-Louis-de-Montferrand.
|               | Ludon-Médoc |                                       |
| Le Pian-Médoc | Parempuyre  | La Garonne Saint-Louis-de-Montferrand |
|               | Blanquefort |                                       |

### Hydrographie
La Garonne baigne la façade est de la commune.
Son territoire abrite de nombreux marais, et est en majeure partie composée de champs marécageux. Une grande partie d'entre eux est d'ailleurs en zone inondable en cas de crue centennale de la Garonne.
Parempuyre dispose d'un port qui n'a ni activité industrielle, ni touristique.

### Climat
Pour des articles plus généraux, voir Climat de la Nouvelle-Aquitaine et Climat de la Gironde.
Historiquement, la commune est exposée à un climat océanique aquitain.  
En 2020, Météo-France publie une typologie des climats de la France métropolitaine dans laquelle la commune est exposée à un climat océanique et est dans la région climatique Aquitaine, Gascogne, caractérisée par une pluviométrie abondante au printemps, modérée en automne, un faible ensoleillement au printemps, un été chaud (19,5 °C), des vents faibles, des brouillards fréquents en automne et en hiver et des orages fréquents en été (15 à 20 jours).
Pour la période 1971-2000, la température annuelle moyenne est de 12,9 °C, avec une amplitude thermique annuelle de 14,2 °C. Le cumul annuel moyen de précipitations est de 932 mm, avec 12,4 jours de précipitations en janvier et 7 jours en juillet. Pour la période 1991-2020, la température moyenne annuelle observée sur la station météorologique la plus proche, située sur la commune de Mérignac à 12 km à vol d'oiseau, est de 14,2 °C et le cumul annuel moyen de précipitations est de 924,9 mm,. Pour l'avenir, les paramètres climatiques de la commune estimés pour 2050 selon différents scénarios d’émission de gaz à effet de serre sont consultables sur un site dédié publié par Météo-France en novembre 2022.

## Urbanisme

### Typologie
Au 1er janvier 2024, Parempuyre est catégorisée centre urbain intermédiaire, selon la nouvelle grille communale de densité à sept niveaux définie par l'Insee en 2022.
Elle appartient à l'unité urbaine de Bordeaux, une agglomération intra-départementale regroupant 73  communes, dont elle est une commune de la banlieue,,. Par ailleurs la commune fait partie de l'aire d'attraction de Bordeaux, dont elle est une commune de la couronne,. Cette aire, qui regroupe 275 communes, est catégorisée dans les aires de 700 000 habitants ou plus (hors Paris),.

### Occupation des sols

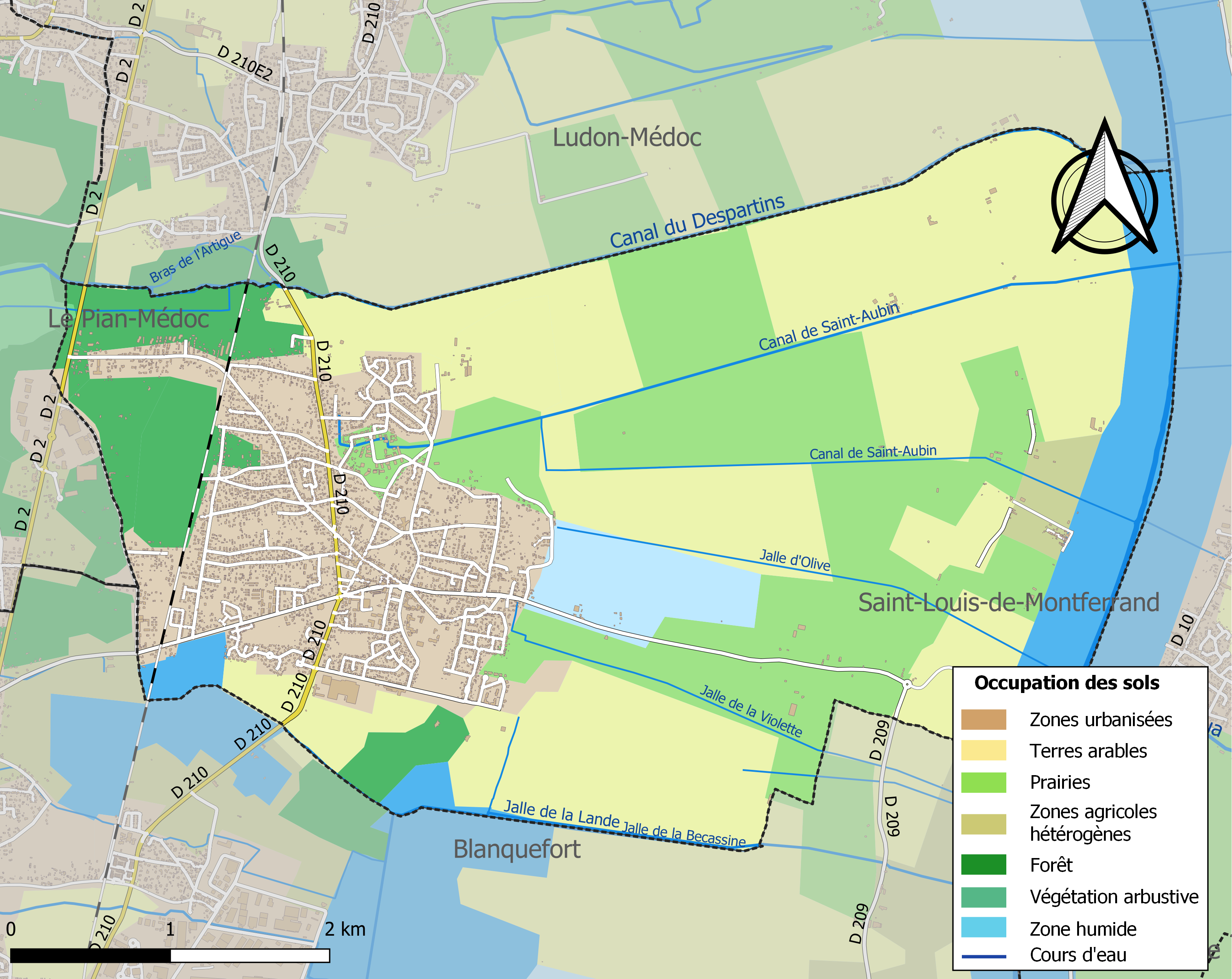
Carte des infrastructures et de l'occupation des sols de la commune en 2018 (CLC).

L'occupation des sols de la commune, telle qu'elle ressort de la base de données européenne d’occupation biophysique des sols Corine Land Cover (CLC), est marquée par l'importance des territoires agricoles (63,4 % en 2018), en diminution par rapport à 1990 (65,2 %). La répartition détaillée en 2018 est la suivante : 
terres arables (34,3 %), prairies (23,8 %), zones urbanisées (18,3 %), eaux continentales (7,9 %), forêts (7,1 %), cultures permanentes (3,7 %), zones humides intérieures (3,2 %), zones agricoles hétérogènes (1,6 %), zones industrielles ou commerciales et réseaux de communication (0,1 %). L'évolution de l’occupation des sols de la commune et de ses infrastructures peut être observée sur les différentes représentations cartographiques du territoire : la carte de Cassini (XVIIIe siècle), la carte d'état-major (1820-1866) et les cartes ou photos aériennes de l'IGN pour la période actuelle (1950 à aujourd'hui).

### Voies de communication et transports

#### Transports en commun
La commune, membre de Bordeaux Métropole, bénéficie donc d'une desserte par le réseau de transports publics TBM. La halte ferroviaire de Parempuyre, desservie par les trains TER Nouvelle-Aquitaine circulant sur la ligne reliant Bordeaux à la Pointe de Grave, dite ligne « du Médoc », est un « plus » pour la ville, avec le nouveau cadencement des trains à 30 allers et retours par jour de semaine. La nouvelle halte a été inaugurée en 2013.
La durée moyenne d'un trajet, en transports en commun, effectué entre Parempuyre et Bordeaux est d'environ 45 minutes, avec la ligne 22 en direction de Frankton (Blanquefort) et le tramway C en direction de Bègles. Il est aussi possible de rallier Bordeaux via la ligne 76, en moins d'une demi-heure, desservant directement le quartier de Bacalan, avec un terminus à la station de tramway Bordeaux Brandenburg. Les trains mettent, quant à eux, environ quarante minutes pour rallier la gare de Bordeaux-Saint-Jean.
La commune est également desservie par la ligne d'autobus 77 à destination de Blanquefort, ainsi que par les lignes d'autocars 705 et 706 du réseau départemental des transports publics, TransGironde. En soirée, la ligne d'autobus Flexo 57 prend le relais des autres lignes TBM et assure une desserte dans les deux sens jusqu'à la station de tramway Bordeaux Les Aubiers. Il faut alors prendre le tramway pour rejoindre le centre-ville de Bordeaux.

##### Réseau TBM actuel
Parempuyre est desservie par les lignes TBM suivantes:
- 22 57 76 77

##### Réseau TBM à compter du 4 septembre 2023
Le réseau TBM évoluant au 4 septembre 2023, Parempuyre sera desservie par les lignes TBM suivantes:
- 22 - 52 - 76 - FlexGare

##### Réseau TransGironde
La ligne 705 relie la station de tram Place Ravezies-Le Bouscat à Pauillac, Saint-Estèphe et Cissac-Medoc.

### Risques majeurs
Le territoire de la commune de Parempuyre est vulnérable à différents aléas naturels : météorologiques (tempête, orage, neige, grand froid, canicule ou sécheresse), inondations et séisme (sismicité faible). Un site publié par le BRGM permet d'évaluer simplement et rapidement les risques d'un bien localisé soit par son adresse soit par le numéro de sa parcelle.
La commune fait partie du territoire à risques importants d'inondation (TRI) de Bordeaux, regroupant les 28 communes concernées par un risque de submersion marine ou de débordement de la Garonne, un des 18 TRI qui ont été arrêtés fin 2012 sur le bassin Adour-Garonne. Les crues significatives qui se sont produites au XXe siècle, avec plus de 6,70 m mesurés au marégraphe de Bordeaux sont celles du 27 décembre 1999 (7,05 m, débit de la Garonne de 700 m3/s), du 13 décembre 1981 (6,85 m, 1500 à 2 000 m3/s), du 19 mars 1988 (6,84 m, 4 000 m3/s), du 7 février 1996 (6,77 m, 1 000 m3/s) et du 28 avril 1998 (6,73 m, 2 700 m3/s). Au XXIe siècle, ce sont celles liées à la tempête Xynthia du 28 février 2010 (6,92 m, 816 m3/s) et du 31 janvier 2014 (6,9 m, 2500 à 3 000 m3/s). Des cartes des surfaces inondables ont été établies pour trois scénarios : fréquent (crue de temps de retour de 10 ans à 30 ans), moyen (temps de retour de 100 ans à 300 ans) et extrême (temps de retour de l'ordre de 1 000 ans, qui met en défaut tout système de protection). La commune a été reconnue en état de catastrophe naturelle au titre des dommages causés par les inondations et coulées de boue survenues en 1982, 1999, 2009 et 2020,.

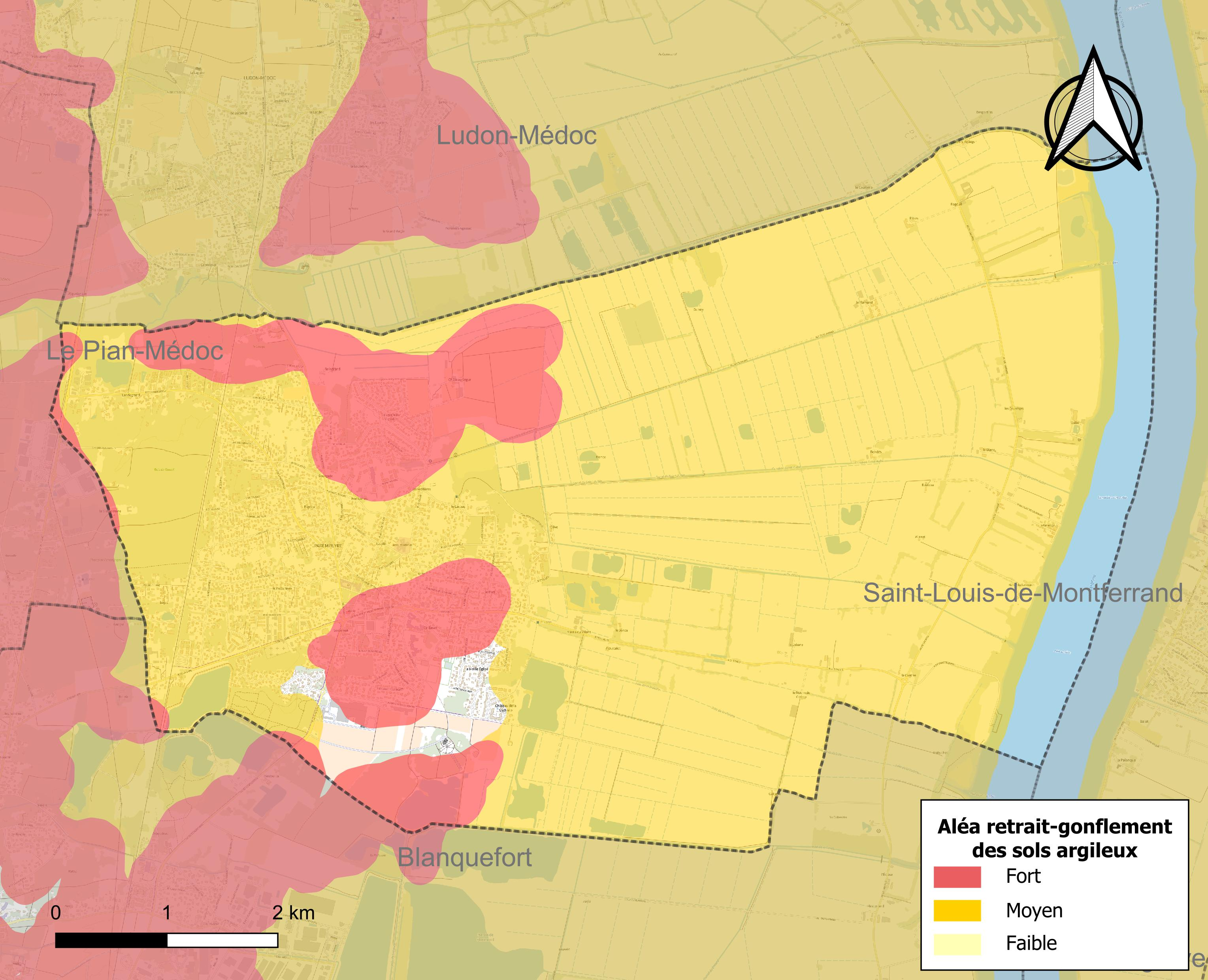
Carte des zones d'aléa retrait-gonflement des sols argileux de Parempuyre.

Le retrait-gonflement des sols argileux est susceptible d'engendrer des dommages importants aux bâtiments en cas d’alternance de périodes de sécheresse et de pluie. 92,5 % de la superficie communale est en aléa moyen ou fort (67,4 % au niveau départemental et 48,5 % au niveau national). Sur les 2 946 bâtiments dénombrés sur la commune en 2019,  2 789 sont en aléa moyen ou fort, soit 95 %, à comparer aux 84 % au niveau départemental et 54 % au niveau national. Une cartographie de l'exposition du territoire national au retrait gonflement des sols argileux est disponible sur le site du BRGM,.
Par ailleurs, afin de mieux appréhender le risque d’affaissement de terrain, l'inventaire national des cavités souterraines permet de localiser celles situées sur la commune.
Concernant les mouvements de terrains, la commune a été reconnue en état de catastrophe naturelle au titre des dommages causés par la sécheresse en 2003 et 2011 et par des mouvements de terrain en 1999.

## Toponymie
Le nom de Parempuyre vient du latin d’origine grecque emporium qui signifie place de commerce portuaire. Sur certaines gravures de la fin du XIXe siècle, on trouve aussi l'orthographe Parempuire.

## Histoire

### Antiquité
Le lieu dénommé actuellement Parempuyre était, à la période gallo-romaine, la place de marché la plus au nord de Burdigala (dans la zone de la presqu'île délimitée par l'océan Atlantique à l'ouest et l'estuaire de la Gironde à l'est, et constituait une station romaine).

### Moyen Âge
Dans les siècles qui suivent la fin de l'Empire romain, s'organise la paroisse de Parempuyre placée sous le vocable de Saint Pierre, « une des premières paroisses mises sous la juridiction de la Collégiale » Saint-Seurin de Bordeaux. Le chapitre de Saint-Seurin possédait dès lors la dîme de la paroisse.
Le territoire de Parempuyre se trouvait, comme le majeure partie du sud du Médoc, dans la seigneurie de Blanquefort, sur lequel ses seigneurs y exerçaient leur juridiction. Les fiefs qui s'y trouvaient étaient dans la mouvance de cette importante châtellenie.

### Époque moderne
Du XVIe siècle à la fin du XVIIe siècle, la seigneurie de Lamothe ou Lamothe Parempuyre, dont le nom finira par se confondre avec celui de la paroisse, appartint successivement aux familles de Caupène, Alesme et Pichon, par le mariage en 1671 de Benoite d'Alesme avec François de Pichon président à mortier au Parlement de Bordeaux, dont les membres se qualifieront de barons de Parempuyre. Les maisons nobles de Vallier et Labouret en palud appartinrent également aux mêmes familles.
L'habitat se concentre sur le plateau graveleux où se trouvent le bourg et les hameaux, et ce n'est que progressivement à partir du XVIe siècle que la palud sera mise en valeur à la suite de son assainissement. Les principales familles paysannes possessionnées sont alors les Hosten, Labatut, Moreau, Bigot, Seguin, Meynard, Dubourdieu...  Principale famille de notables, la famille Jeantet, fermiers seigneuriaux au milieu du XVIIe siècle puis largement installés en palud et en grave, s'en distinguera par ses activités marchandes, de judicature ou de syndics de la paroisse au XVIIIe siècle,.

## Politique et administration

### Liste des maires
| Période   | Période  | Identité                              | Étiquette | Qualité                                                                      |
| --------- | -------- | ------------------------------------- | --------- | ---------------------------------------------------------------------------- |
| 1831      | 1834     | Pierre Jeantet                        |           | Propriétaire rentier                                                         |
| 1843      | 1850     | Felix Capelle                         |           |                                                                              |
| 1850      | 1871     | Maurice Rondeau                       |           |                                                                              |
| 1871      | 1900     | Comte Arthur Trigant de Beaumont      |           |                                                                              |
| 1900      | 1903     | Philippe Durand Dassier               |           |                                                                              |
| 1903      | 1904     | Comte Arthur Trigant de Beaumont      |           |                                                                              |
| 1904      | 1944     | Philippe Durand Dassier               |           |                                                                              |
| 1944      | 1945     | Camille Montoya                       |           |                                                                              |
| 1945      | 1971     | Hubert Durand Dassier                 |           |                                                                              |
| mars 1971 | 1994     | Yvan Bric                             | PS        | Cadre à la Régie Renault                                                     |
| 1994      | 1995     | Jean-François Bric                    | PS        |                                                                              |
| mars 1995 | 2001     | Jacques Laroza                        | RPR       |                                                                              |
| mars 2001 | 2008     | Christian Benaben                     | PS        |                                                                              |
| mars 2008 | En cours | Béatrice de François (réélue en 2020) | PS        | Sans profession déclarée Vice-présidente de Bordeaux Métropole (depuis 2020) |

Le nombre d'habitants, au dernier recensement, étant compris entre 10 000 et 19 999, le nombre de membres du conseil municipal est de 33.

## Population et société
Ses habitants sont appelés les Parempuyriens.

### Démographie
L'évolution du nombre d'habitants est connue à travers les recensements de la population effectués dans la commune depuis 1793. Pour les communes de moins de 10 000 habitants, une enquête de recensement portant sur toute la population est réalisée tous les cinq ans, les populations de référence des années intermédiaires étant quant à elles estimées par interpolation ou extrapolation. Pour la commune, le premier recensement exhaustif entrant dans le cadre du nouveau dispositif a été réalisé en 2008.

En 2022, la commune comptait 10 407 habitants, en évolution de +23,07 % par rapport à 2016 (Gironde : +6,91 %, France hors Mayotte : +2,11 %).
| 1793 | 1800 | 1806 | 1821 | 1831 | 1836 | 1841 | 1846 | 1851 |
| ---- | ---- | ---- | ---- | ---- | ---- | ---- | ---- | ---- |
| 440  | 515  | 481  | 677  | 639  | 581  | 692  | 680  | 743  |

| 1856 | 1861 | 1866 | 1872 | 1876 | 1881  | 1886  | 1891  | 1896  |
| ---- | ---- | ---- | ---- | ---- | ----- | ----- | ----- | ----- |
| 751  | 737  | 762  | 870  | 902  | 1 128 | 1 049 | 1 113 | 1 200 |

| 1901  | 1906  | 1911 | 1921 | 1926 | 1931 | 1936 | 1946 | 1954 |
| ----- | ----- | ---- | ---- | ---- | ---- | ---- | ---- | ---- |
| 1 079 | 1 058 | 984  | 821  | 852  | 862  | 828  | 819  | 908  |

| 1962  | 1968  | 1975  | 1982  | 1990  | 1999  | 2006  | 2008  | 2013  |
| ----- | ----- | ----- | ----- | ----- | ----- | ----- | ----- | ----- |
| 1 166 | 1 670 | 2 148 | 3 541 | 5 481 | 6 613 | 7 239 | 7 409 | 7 922 |

| 2018  | 2022   | - | - | - | - | - | - | - |
| ----- | ------ | - | - | - | - | - | - | - |
| 8 963 | 10 407 | - | - | - | - | - | - | - |

### Manifestations culturelles et festivités
- La commune dispose d'un espace de concerts, festivals, spectacles « L'Art y show ».

## Culture locale et patrimoine

### Lieux et monuments
- Église Saint-Pierre, construite dans les années 1860-1870 dans le style néo-gothique sous la houlette du cardinal Donnet[38]. Elle est inscrite à l'Inventaire général du patrimoine culturel[39].
- Château Pichon, dit aujourd'hui Clément-Pichon, inscrit au titre des monuments historiques depuis le 16 juin 2000[40] ;
- Château Ségur, domaine viticole construit au XVIIe siècle[41] ;
- Le Vieux Logis, datant de 1670 et entouré d’un parc public de 2 hectares, dispose d’une grande salle consacrée aux conseils municipaux et aux mariages ainsi que d'autres locaux mis à la disposition des associations[42].

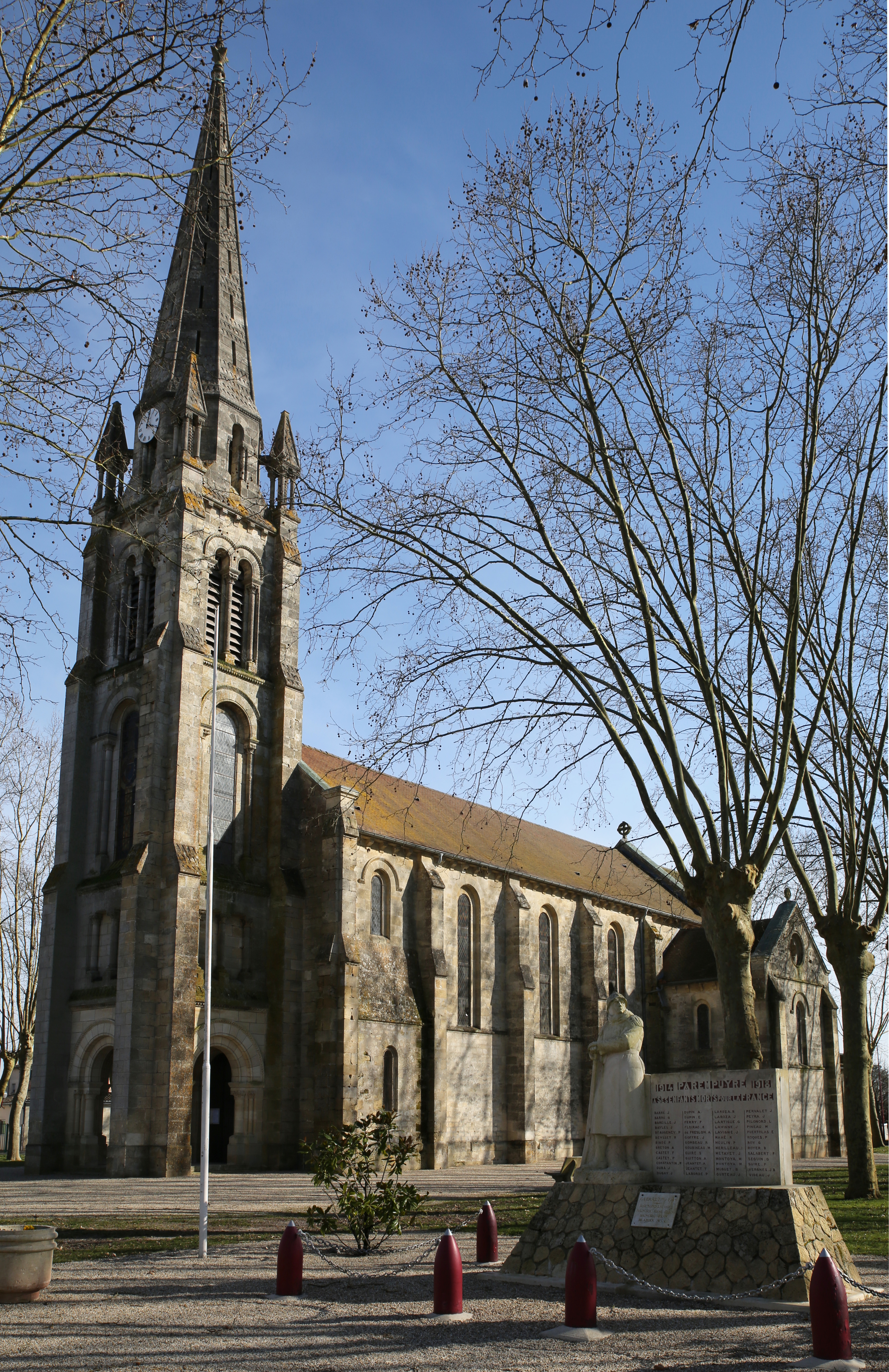
L'église Saint-Pierre.
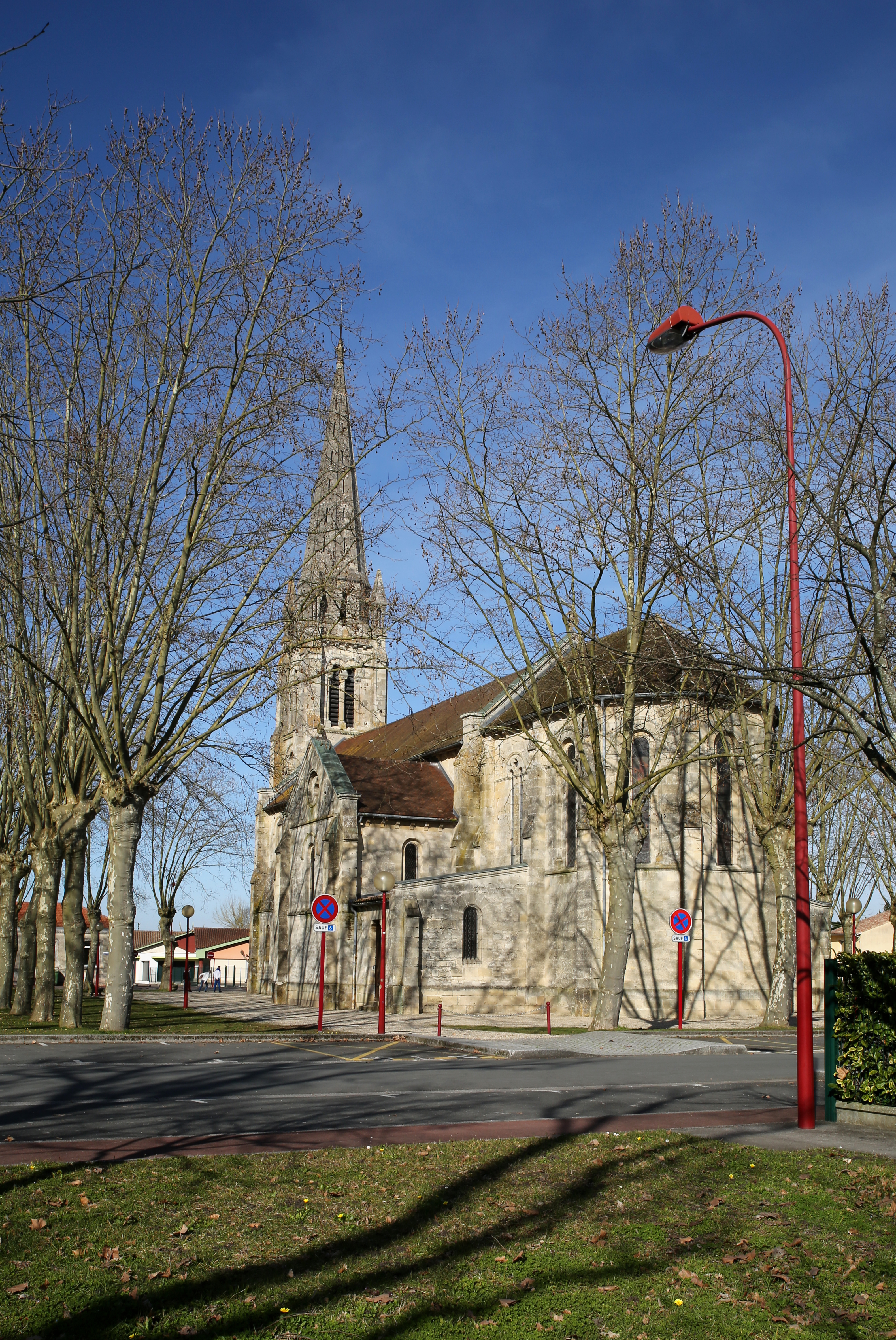
L'église Saint-Pierre.
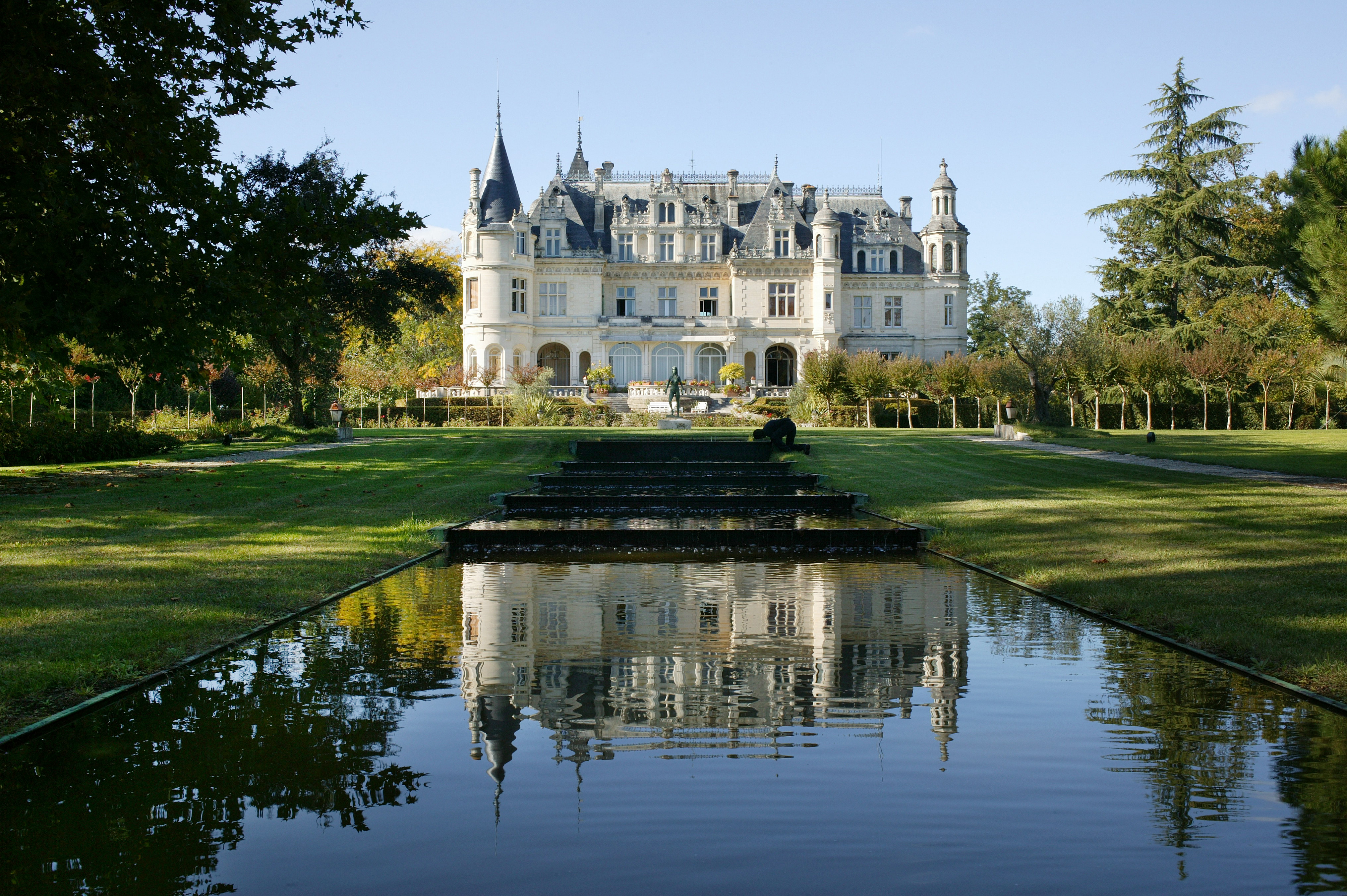
Le château Clément Pichon.
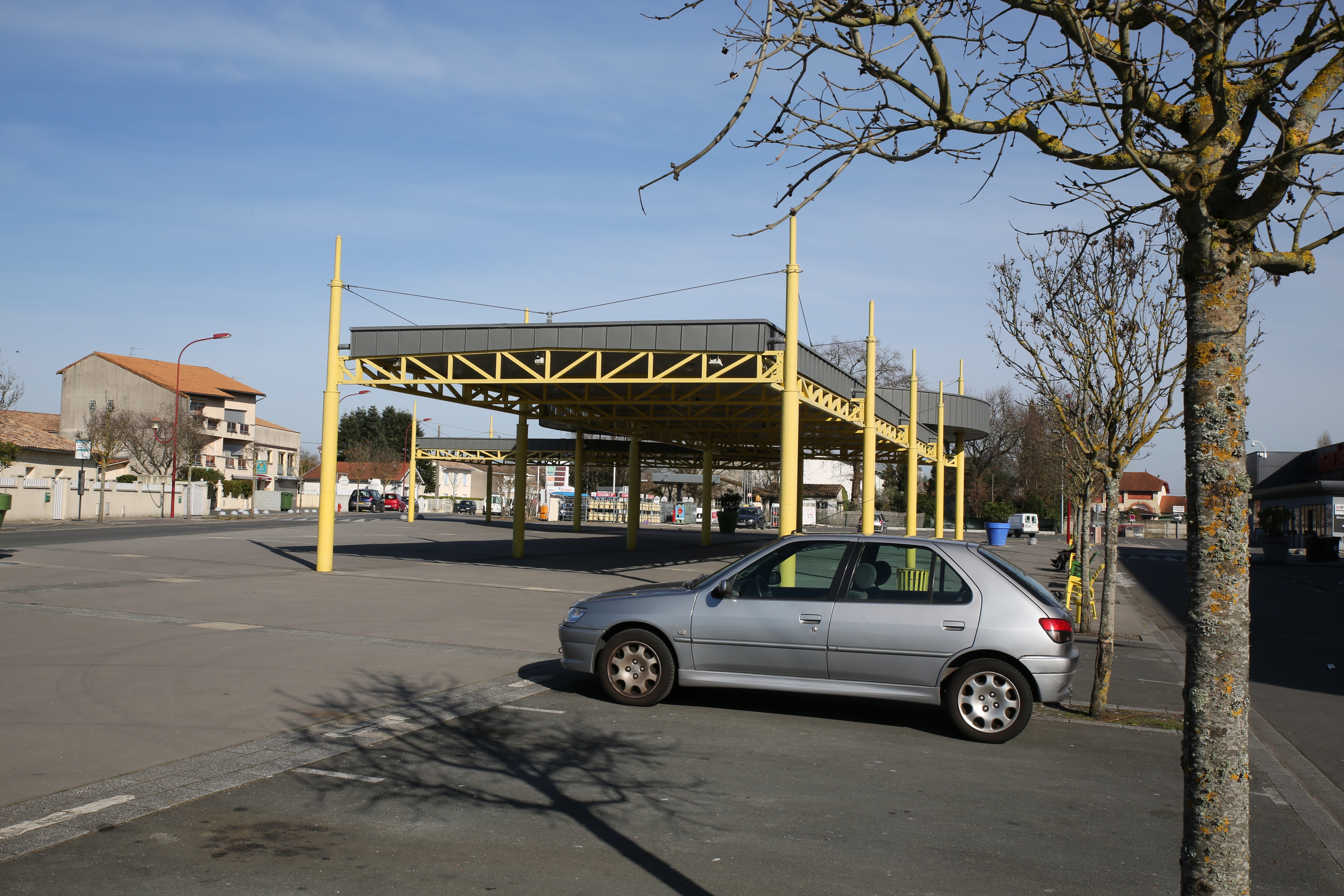
Place de marché.
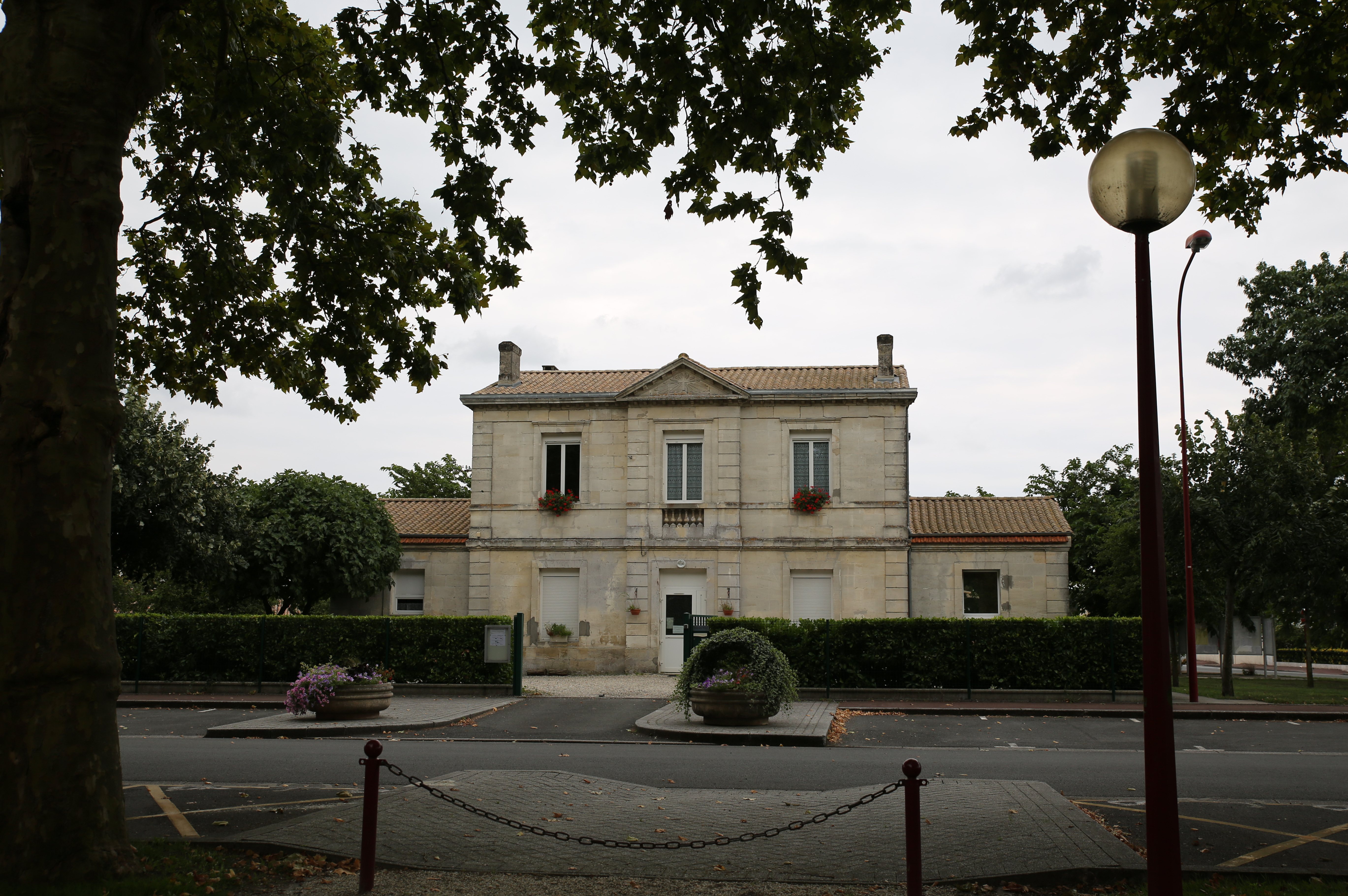
Le presbytère.
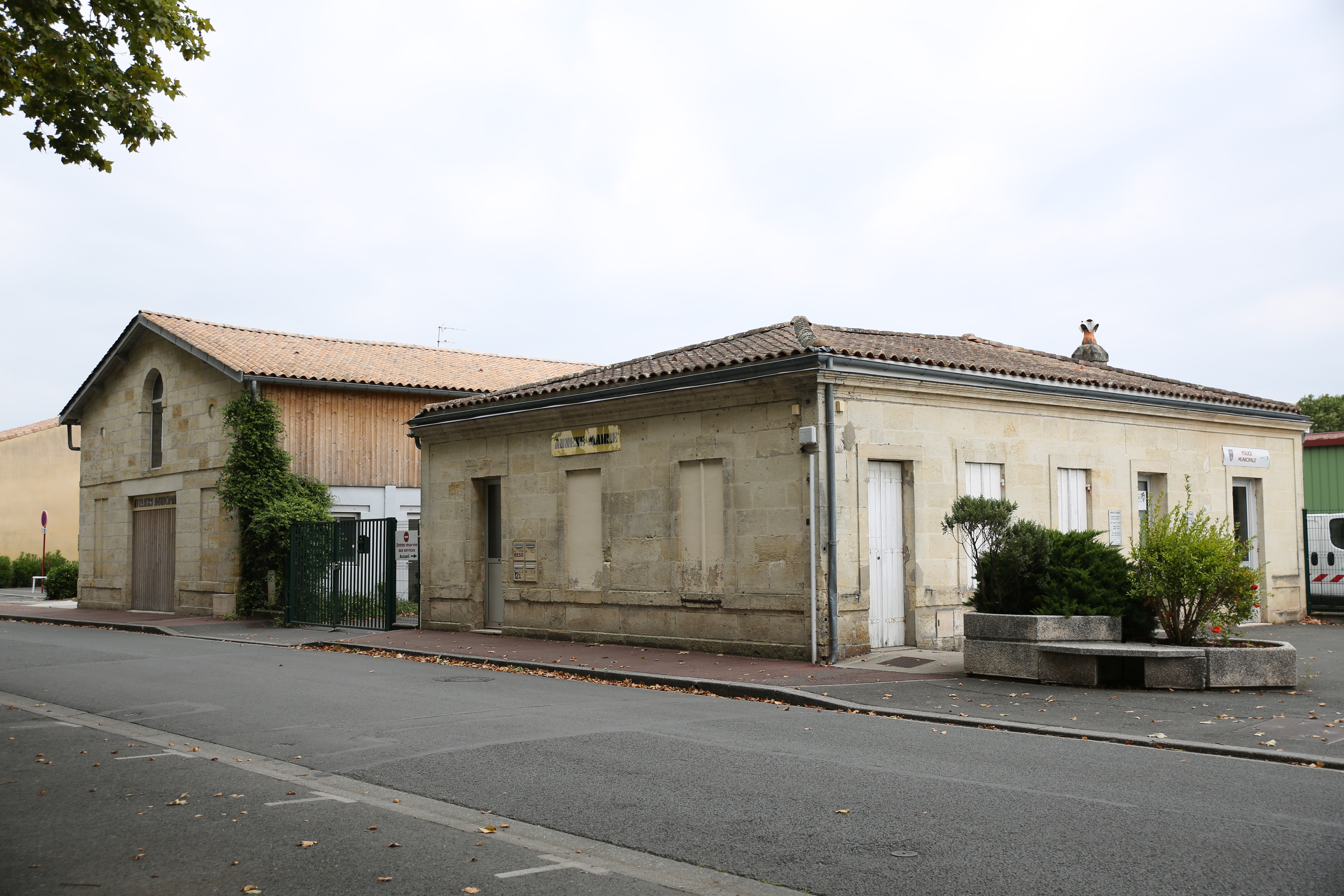
Locaux municipaux.

### Héraldique
| Armes | Les armes de Parempuyre se blasonnent ainsi : Tranché, au premier de sinople au cor de chasse d'or, au deuxième d'azur chargé d'ondes d'argent. |